# XII Мълниеносен легион
XII Мълниеносен легион (на латински: Legio XII Fulminata) е легион на римската армия.
Сформиран е от Юлий Цезар през 58 година пр. Хр. за война с хелветите в Галия. Просъществува поне до началото на V век, когато е разположен в Мелитене на границата с Партското царство.